# 2012-es Formula–1 belga nagydíj
A belga nagydíj volt a 2012-es Formula–1 világbajnokság tizenkettedik futama, amelyet 2012. augusztus 31. és szeptember 2. között rendeztek meg a belgiumi Circuit de Spa-Francorchampson, Spában.

## Szabadedzések

### Első szabadedzés
A belga nagydíj első szabadedzését augusztus 31-én, pénteken délelőtt tartották.
| helyezés | versenyző          | csapat/motor         | elért idő  | különbség | futott kör |
| -------- | ------------------ | -------------------- | ---------- | --------- | ---------- |
| 1        | Kobajasi Kamui     | Sauber-Ferrari       | 2:11,389   | −         | 20         |
| 2        | Pastor Maldonado   | Williams-Renault     | 2:11,941   | +0,552    | 14         |
| 3        | Daniel Ricciardo   | Toro Rosso-Ferrari   | 2:12,004   | +0,615    | 12         |
| 4        | Jean-Éric Vergne   | Toro Rosso-Ferrari   | 2:12,824   | +1,435    | 15         |
| 5        | Mark Webber        | Red Bull-Renault     | 2:13,191   | +1,802    | 13         |
| 6        | Sergio Pérez       | Sauber-Ferrari       | 2:13,861   | +2,472    | 16         |
| 7        | Nico Rosberg       | Mercedes             | 2:14,210   | +2,821    | 14         |
| 8        | Valtteri Bottas    | Williams-Renault     | 2:14,660   | +3,271    | 16         |
| 9        | Sebastian Vettel   | Red Bull-Renault     | 2:14,860   | +3,471    | 12         |
| 10       | Michael Schumacher | Mercedes             | 2:15,402   | +4,013    | 13         |
| 11       | Paul di Resta      | Force India-Mercedes | 2:15,812   | +4,423    | 11         |
| 12       | Timo Glock         | Marussia-Cosworth    | 2:16,409   | +5,020    | 16         |
| 13       | Nico Hülkenberg    | Force India-Mercedes | 2:16,786   | +5,397    | 10         |
| 14       | Vitalij Petrov     | Caterham-Renault     | 2:16,788   | +5,399    | 16         |
| 15       | Lewis Hamilton     | McLaren-Mercedes     | 2:16,827   | +5,438    | 5          |
| 16       | Jenson Button      | McLaren-Mercedes     | 2:16,861   | +5,472    | 8          |
| 17       | Charles Pic        | Marussia-Cosworth    | 2:17,519   | +6,130    | 14         |
| 18       | Heikki Kovalainen  | Caterham-Renault     | 2:18,199   | +6,810    | 10         |
| 19       | Pedro de la Rosa   | HRT-Cosworth         | 2:19,546   | +8,157    | 12         |
| 20       | Dani Clos          | HRT-Cosworth         | 2:19,689   | +8,300    | 12         |
| 21       | Romain Grosjean    | Lotus-Renault        | 2:38,701   | +27,312   | 9          |
| 22       | Fernando Alonso    | Ferrari              | 2:40,749   | +29,360   | 4          |
| 23       | Kimi Räikkönen     | Lotus-Renault        | 2:46,580   | +35,191   | 9          |
| 24       | Felipe Massa       | Ferrari              | idő nélkül |           | 2          |

### Második szabadedzés
A belga nagydíj második szabadedzését augusztus 31-én, pénteken délután tartották.
| helyezés | versenyző          | csapat/motor         | elért idő  | különbség | futott kör |
| -------- | ------------------ | -------------------- | ---------- | --------- | ---------- |
| 1        | Charles Pic        | Marussia-Cosworth    | 2:49,354   | −         | 4          |
| 2        | Daniel Ricciardo   | Toro Rosso-Ferrari   | 2:49,750   | +0,396    | 3          |
| 3        | Fernando Alonso    | Ferrari              | 2:50,497   | +1,143    | 3          |
| 4        | Paul di Resta      | Force India-Mercedes | 2:51,333   | +1,979    | 3          |
| 5        | Pastor Maldonado   | Williams-Renault     | 2:51,660   | +2,306    | 4          |
| 6        | Timo Glock         | Marussia-Cosworth    | 2:52,076   | +2,722    | 4          |
| 7        | Kobajasi Kamui     | Sauber-Ferrari       | 2:53,232   | +3,878    | 4          |
| 8        | Jean-Éric Vergne   | Toro Rosso-Ferrari   | 2:58,232   | +8,878    | 3          |
| 9        | Nico Hülkenberg    | Force India-Mercedes | 2:59,125   | +9,771    | 5          |
| 10       | Sergio Pérez       | Sauber-Ferrari       | 3:12,901   | +23,547   | 4          |
| 11       | Nico Rosberg       | Mercedes             | idő nélkül |           | 3          |
| 12       | Michael Schumacher | Mercedes             | idő nélkül |           | 4          |
| 13       | Heikki Kovalainen  | Caterham-Renault     | idő nélkül |           | 1          |
| 14       | Lewis Hamilton     | McLaren-Mercedes     | idő nélkül |           | 2          |
| 15       | Sebastian Vettel   | Red Bull-Renault     | idő nélkül |           | 3          |
| 16       | Jenson Button      | McLaren-Mercedes     | idő nélkül |           | 2          |
| 17       | Felipe Massa       | Ferrari              | idő nélkül |           | 2          |
| 18       | Bruno Senna        | Williams-Renault     | idő nélkül |           | 3          |
| 19       | Mark Webber        | Red Bull-Renault     | idő nélkül |           | 0          |
| 20       | Kimi Räikkönen     | Lotus-Renault        | idő nélkül |           | 0          |
| 21       | Romain Grosjean    | Lotus-Renault        | idő nélkül |           | 0          |
| 22       | Vitalij Petrov     | Caterham-Renault     | idő nélkül |           | 0          |
| 23       | Pedro de la Rosa   | HRT-Cosworth         | idő nélkül |           | 0          |
| 24       | Narain Karthikeyan | HRT-Cosworth         | idő nélkül |           | 0          |

### Harmadik szabadedzés
A belga nagydíj harmadik szabadedzését szeptember 1-jén, szombaton délelőtt tartották.
| helyezés | versenyző          | csapat/motor         | elért idő | különbség | futott kör |
| -------- | ------------------ | -------------------- | --------- | --------- | ---------- |
| 1        | Fernando Alonso    | Ferrari              | 1:48,542  | −         | 18         |
| 2        | Kimi Räikkönen     | Lotus-Renault        | 1:48,683  | +0,141    | 21         |
| 3        | Sergio Pérez       | Sauber-Ferrari       | 1:48,850  | +0,308    | 23         |
| 4        | Kobajasi Kamui     | Sauber-Ferrari       | 1:48,863  | +0,321    | 20         |
| 5        | Jenson Button      | McLaren-Mercedes     | 1:49,091  | +0,549    | 18         |
| 6        | Felipe Massa       | Ferrari              | 1:49,092  | +0,550    | 16         |
| 7        | Mark Webber        | Red Bull-Renault     | 1:49,164  | +0,622    | 21         |
| 8        | Romain Grosjean    | Lotus-Renault        | 1:49,266  | +0,724    | 23         |
| 9        | Sebastian Vettel   | Red Bull-Renault     | 1:49,292  | +0,750    | 23         |
| 10       | Paul di Resta      | Force India-Mercedes | 1:49,382  | +0,840    | 22         |
| 11       | Pastor Maldonado   | Williams-Renault     | 1:49,561  | +1,019    | 23         |
| 12       | Lewis Hamilton     | McLaren-Mercedes     | 1:49,615  | +1,073    | 19         |
| 13       | Michael Schumacher | Mercedes             | 1:49,621  | +1,079    | 26         |
| 14       | Nico Hülkenberg    | Force India-Mercedes | 1:49,674  | +1,132    | 23         |
| 15       | Jean-Éric Vergne   | Toro Rosso-Ferrari   | 1:49,710  | +1,168    | 21         |
| 16       | Daniel Ricciardo   | Toro Rosso-Ferrari   | 1:49,776  | +1,234    | 22         |
| 17       | Bruno Senna        | Williams-Renault     | 1:50,027  | +1,485    | 20         |
| 18       | Heikki Kovalainen  | Caterham-Renault     | 1:52,339  | +3,797    | 21         |
| 19       | Charles Pic        | Marussia-Cosworth    | 1:52,566  | +4,024    | 20         |
| 20       | Timo Glock         | Marussia-Cosworth    | 1:52,630  | +4,088    | 18         |
| 21       | Vitalij Petrov     | Caterham-Renault     | 1:52,809  | +4,267    | 22         |
| 22       | Pedro de la Rosa   | HRT-Cosworth         | 1:53,383  | +4,841    | 22         |
| 23       | Narain Karthikeyan | HRT-Cosworth         | 1:53,562  | +5,020    | 23         |
| 24       | Nico Rosberg       | Mercedes             | 1:58,113  | +9,571    | 5          |

## Időmérő edzés
A belga nagydíj időmérő edzését szeptember 1-jén, szombaton futották.
| helyezés              | rajtszám | versenyző          | csapat/motor         | 1. rész  | 2. rész  | 3. rész  | rajthely |
| --------------------- | -------- | ------------------ | -------------------- | -------- | -------- | -------- | -------- |
| 1                     | 3        | Jenson Button      | McLaren-Mercedes     | 1:49,250 | 1:47,654 | 1:47,573 | 1        |
| 2                     | 14       | Kobajasi Kamui     | Sauber-Ferrari       | 1:49,686 | 1:48,569 | 1:47,871 | 2        |
| 3                     | 18       | Pastor Maldonado   | Williams-Renault     | 1:48,993 | 1:48,780 | 1:47,893 | 62       |
| 4                     | 9        | Kimi Räikkönen     | Lotus-Renault        | 1:49,546 | 1:48,414 | 1:48,205 | 3        |
| 5                     | 15       | Sergio Pérez       | Sauber-Ferrari       | 1:49,642 | 1:47,980 | 1:48,219 | 4        |
| 6                     | 5        | Fernando Alonso    | Ferrari              | 1:49,401 | 1:48,598 | 1:48,313 | 5        |
| 7                     | 2        | Mark Webber        | Red Bull-Renault     | 1:49,859 | 1:48,546 | 1:48,392 | 121      |
| 8                     | 4        | Lewis Hamilton     | McLaren-Mercedes     | 1:49,605 | 1:48,563 | 1:48,394 | 7        |
| 9                     | 10       | Romain Grosjean    | Lotus-Renault        | 1:50,126 | 1:48,714 | 1:48,538 | 8        |
| 10                    | 11       | Paul di Resta      | Force India-Mercedes | 1:50,033 | 1:48,729 | 1:48,890 | 9        |
| 11                    | 1        | Sebastian Vettel   | Red Bull-Renault     | 1:49,722 | 1:48,792 |          | 10       |
| 12                    | 12       | Nico Hülkenberg    | Force India-Mercedes | 1:49,362 | 1:48,855 |          | 11       |
| 13                    | 7        | Michael Schumacher | Mercedes             | 1:49,742 | 1:49,081 |          | 13       |
| 14                    | 6        | Felipe Massa       | Ferrari              | 1:49,588 | 1:49,147 |          | 14       |
| 15                    | 17       | Jean-Éric Vergne   | Toro Rosso-Ferrari   | 1:49,763 | 1:49,354 |          | 15       |
| 16                    | 16       | Daniel Ricciardo   | Toro Rosso-Ferrari   | 1:49,572 | 1:49,543 |          | 16       |
| 17                    | 19       | Bruno Senna        | Williams-Renault     | 1:49,958 | 1:50,088 |          | 17       |
| 18                    | 8        | Nico Rosberg       | Mercedes             | 1:50,181 |          |          | 231      |
| 19                    | 20       | Heikki Kovalainen  | Caterham-Renault     | 1:51,739 |          |          | 18       |
| 20                    | 21       | Vitalij Petrov     | Caterham-Renault     | 1:51,967 |          |          | 19       |
| 21                    | 24       | Timo Glock         | Marussia-Cosworth    | 1:52,336 |          |          | 20       |
| 22                    | 22       | Pedro de la Rosa   | HRT-Cosworth         | 1:53,030 |          |          | 21       |
| 23                    | 25       | Charles Pic        | Marussia-Cosworth    | 1:53,493 |          |          | 22       |
| 24                    | 23       | Narain Karthikeyan | HRT-Cosworth         | 1:54,989 |          |          | 24       |
| 107%-os idő: 1:56,622 |          |                    |                      |          |          |          |          |
| Forrás:               |          |                    |                      |          |          |          |          |

Megjegyzés:
- ↑ 1:  — Mark Webber és Nico Rosberg váltócsere miatt 5 helyes rajtbüntetést kaptak.[2]
- ↑ 2:  — Pastor Maldonado 3 helyes rajtbüntetést kapott, mert feltartotta Nico Hülkenberget a Q1-ben.

## Futam
A belga nagydíj futama szeptember 2-án, vasárnap rajtolt.
| helyezés | rajtszám | versenyző          | csapat/motor         | futott kör | idő/kiesés oka | rajthely | pont |
| -------- | -------- | ------------------ | -------------------- | ---------- | -------------- | -------- | ---- |
| 1        | 3        | Jenson Button      | McLaren-Mercedes     | 44         | 1:29:08,530    | 1        | 25   |
| 2        | 1        | Sebastian Vettel   | Red Bull-Renault     | 44         | +13,624        | 10       | 18   |
| 3        | 9        | Kimi Räikkönen     | Lotus-Renault        | 44         | +25,334        | 3        | 15   |
| 4        | 12       | Nico Hülkenberg    | Force India-Mercedes | 44         | +27,843        | 11       | 12   |
| 5        | 6        | Felipe Massa       | Ferrari              | 44         | +29,845        | 14       | 10   |
| 6        | 2        | Mark Webber        | Red Bull-Renault     | 44         | +31,244        | 12       | 8    |
| 7        | 7        | Michael Schumacher | Mercedes             | 44         | +53,374        | 13       | 6    |
| 8        | 17       | Jean-Éric Vergne   | Toro Rosso-Ferrari   | 44         | +58,865        | 15       | 4    |
| 9        | 16       | Daniel Ricciardo   | Toro Rosso-Ferrari   | 44         | +1:02,982      | 16       | 2    |
| 10       | 11       | Paul di Resta      | Force India-Mercedes | 44         | +1:03,783      | 9        | 1    |
| 11       | 8        | Nico Rosberg       | Mercedes             | 44         | +1:05,111      | 23       |      |
| 12       | 19       | Bruno Senna        | Williams-Renault     | 44         | +1:11,529      | 17       |      |
| 13       | 14       | Kobajasi Kamui     | Sauber-Ferrari       | 44         | +1:56,119      | 2        |      |
| 14       | 21       | Vitalij Petrov     | Caterham-Renault     | 43         | +1 kör         | 20       |      |
| 15       | 24       | Timo Glock         | Marussia-Cosworth    | 43         | +1 kör         | 21       |      |
| 16       | 25       | Charles Pic        | Marussia-Cosworth    | 43         | +1 kör         | 23       |      |
| 17       | 20       | Heikki Kovalainen  | Caterham-Renault     | 43         | +1 kör         | 19       |      |
| 18       | 22       | Pedro de la Rosa   | HRT-Cosworth         | 43         | +1 kör         | 22       |      |
| ki       | 23       | Narain Karthikeyan | HRT-Cosworth         | 29         | baleset        | 24       |      |
| ki       | 18       | Pastor Maldonado   | Williams-Renault     | 4          | baleset        | 6        |      |
| ki       | 15       | Sergio Pérez       | Sauber-Ferrari       | 0          | baleset        | 4        |      |
| ki       | 5        | Fernando Alonso    | Ferrari              | 0          | baleset        | 5        |      |
| ki       | 4        | Lewis Hamilton     | McLaren-Mercedes     | 0          | baleset        | 7        |      |
| ki       | 10       | Romain Grosjean    | Lotus-Renault        | 0          | baleset        | 8        |      |
| Forrás:  |          |                    |                      |            |                |          |      |

## A világbajnokság állása a verseny után
| H   | Versenyzők         | Pont | H   | Konstruktőrök        | Pont |
| --- | ------------------ | ---- | --- | -------------------- | ---- |
| 1.  | Fernando Alonso    | 164  | 1.  | Red Bull-Renault     | 272  |
| 2.  | Sebastian Vettel   | 140  | 2.  | McLaren-Mercedes     | 218  |
| 3.  | Mark Webber        | 132  | 3.  | Lotus-Renault        | 207  |
| 4.  | Kimi Räikkönen     | 131  | 4.  | Ferrari              | 199  |
| 5.  | Lewis Hamilton     | 117  | 5.  | Mercedes             | 112  |
| 6.  | Jenson Button      | 101  | 6.  | Sauber-Ferrari       | 80   |
| 7.  | Nico Rosberg       | 77   | 7.  | Force India-Mercedes | 59   |
| 8.  | Romain Grosjean    | 76   | 8.  | Williams-Renault     | 53   |
| 9.  | Sergio Pérez       | 47   | 9.  | STR-Ferrari          | 12   |
| 10. | Michael Schumacher | 35   | 10. | Caterham-Renault     | 0    |

(A teljes táblázat)